# Cuatro Días de Dunkerque 2023
La 67.ª edición de los Cuatro Días de Dunkerque (llamado oficialmente: 4 Jours de Dunkerque) fue una carrera de ciclismo en ruta por etapas que se celebró entre el 16 y el 21 de mayo de 2023 en Francia, por la región de Alta Francia con inicio y final en la ciudad de Dunkerque sobre un recorrido de 926,5 kilómetros.
La carrera formó parte del del UCI ProSeries 2023, calendario ciclístico mundial de segunda división, dentro de la categoría UCI 2.Pro. El vencedor final fue el francés Romain Grégoire del Groupama-FDJ seguido del danés Kasper Asgreen del Soudal Quick-Step en segunda posición, y el neerlandés Cees Bol del Astana Qazaqstan.

## Equipos participantes
Tomaron parte en la carrera 18 equipos: 6 de categoría UCI WorldTeam invitados por la organización, 8 de categoría UCI ProTeam y 4 de categoría Continental. Formaron así un pelotón de 140 ciclistas de los que acabaron 104. Los equipos participantes fueron:
| WorldTeams (8)- AG2R Citroën Team - Astana Qazaqstan Team - Cofidis - Groupama-FDJ - Intermarché-Circus-Wanty - Jumbo-Visma - Soudal Quick-Step - Arkéa-Samsic ProTeams (8)- Bingoal WB - Bolton Equities Black Spoke Pro Cycling - Equipo Kern Pharma - Human Powered Health - Lotto Dstny - Team Flanders-Baloise - TotalEnergies - Uno-X Pro Cycling Team Equipos continentales (4)- CIC U Nantes Atlantique - Van Rysel-Roubaix Lille Métropole - Nice Métropole Côte d'Azur - Saint Michel-Mavic-Auber 93 |
| |

## Recorrido
Los Cuatro Días de Dunkerque dispuso de cinco etapas para un recorrido total de 926,5 kilómetros, dividido en tres etapas llanas, y tres etapas de media montaña.
| Etapa     | Fecha     | Recorrido                 | type                    | Distancia (km) | Ganador            | Líder           |
| --------- | --------- | ------------------------- | ----------------------- | -------------- | ------------------ | --------------- |
| 1.ª etapa | 16 de may | Dunkerque – Abbeville     | etapa llana             | 196,6          | Olav Kooij         | Olav Kooij      |
| 2.ª etapa | 17 de may | Compiègne – Laon          | etapa llana             | 169,9          | Romain Grégoire    | Samuel Leroux   |
| 3.ª etapa | 18 de may | San Quintín – San Quintín | contrarreloj individual | 15,9           | Benjamin Thomas    | Benjamin Thomas |
| 4.ª etapa | 19 de may | Maubeuge – Achicourt      | etapa llana             | 173,8          | Olav Kooij         | Kasper Asgreen  |
| 5.ª etapa | 20 de may | Roubaix – Cassel          | etapa llana             | 187,7          | Per Strand Hagenes | Romain Grégoire |
| 6.ª etapa | 21 de may | Avion – Dunkerque         | etapa llana             | 182,6          | Tim Merlier        | Romain Grégoire |

## Desarrollo de la carrera

### 1.ª etapa
| Dunkerque - Abbeville | etapa llana | (196,6 km) |

| \| Clasificación de la etapa \| Clasificación de la etapa \| Clasificación de la etapa \| Clasificación de la etapa \| Clasificación de la etapa \| \| Ciclista \| Ciclista \| Equipo \| Tiempo \| \| \| ------------------------- \| ------------------------- \| ------------------------- \| ------------------------- \| ------------------------- \| \| 1.º \| Olav Kooij \| Jumbo-Visma \| 4 h 31 min 18 s \| \| \| 2.º \| Max Walscheid \| Cofidis \| + 0 s \| \| \| 3.º \| Paul Penhoët \| Groupama-FDJ \| + 0 s \| \| \| 4.º \| Tim Merlier \| Soudal Quick-Step \| + 0 s \| \| \| 5.º \| Daniel McLay \| Arkéa-Samsic \| + 0 s \| \| \| 6.º \| Matteo Malucelli \| Bingoal WB \| + 0 s \| \| \| 7.º \| Gerben Thijssen \| Intermarché-Circus-Wanty \| + 0 s \| \| \| 8.º \| Erlend Blikra \| Uno-X Pro Cycling Team \| + 0 s \| \| \| 9.º \| Stanisław Aniołkowski \| Human Powered Health \| + 0 s \| \| \| 10.º \| Peter Sagan \| TotalEnergies \| + 0 s \| \| |                       |                          |                 |
| |                       |                          |                 |
| Fuente: ProCyclingStats |                       |                          |                 |
| Clasificación de la etapa |                       |                          |                 |
| Ciclista | Ciclista              | Equipo                   | Tiempo          |
| 1.º | Olav Kooij            | Jumbo-Visma              | 4 h 31 min 18 s |
| 2.º | Max Walscheid         | Cofidis                  | + 0 s           |
| 3.º | Paul Penhoët          | Groupama-FDJ             | + 0 s           |
| 4.º | Tim Merlier           | Soudal Quick-Step        | + 0 s           |
| 5.º | Daniel McLay          | Arkéa-Samsic             | + 0 s           |
| 6.º | Matteo Malucelli      | Bingoal WB               | + 0 s           |
| 7.º | Gerben Thijssen       | Intermarché-Circus-Wanty | + 0 s           |
| 8.º | Erlend Blikra         | Uno-X Pro Cycling Team   | + 0 s           |
| 9.º | Stanisław Aniołkowski | Human Powered Health     | + 0 s           |
| 10.º | Peter Sagan           | TotalEnergies            | + 0 s           |

| \| Clasificación general \| Clasificación general \| Clasificación general \| Clasificación general \| Clasificación general \| \| Ciclista \| Ciclista \| Equipo \| Tiempo \| \| \| --------------------- \| --------------------- \| --------------------------------------- \| --------------------- \| --------------------- \| \| 1.º \| Olav Kooij \| Jumbo-Visma \| 4 h 31 min 08 s \| \| \| 2.º \| Max Walscheid \| Cofidis \| + 4 s \| \| \| 3.º \| Paul Penhoët \| Groupama-FDJ \| + 6 s \| \| \| 4.º \| Alex Colman \| Team Flanders-Baloise \| + 7 s \| \| \| 5.º \| Samuel Leroux \| Van Rysel-Roubaix Lille Métropole \| + 7 s \| \| \| 6.º \| Mathis Le Berre \| Arkéa-Samsic \| + 7 s \| \| \| 7.º \| Anthony Turgis \| TotalEnergies \| + 7 s \| \| \| 8.º \| Peter Sagan \| TotalEnergies \| + 8 s \| \| \| 9.º \| Mark Stewart \| Bolton Equities Black Spoke Pro Cycling \| + 8 s \| \| \| 10.º \| Jannik Steimle \| Soudal Quick-Step \| + 9 s \| \| |                 |                                         |                 |
| |                 |                                         |                 |
| Fuente: ProCyclingStats |                 |                                         |                 |
| Clasificación general |                 |                                         |                 |
| Ciclista | Ciclista        | Equipo                                  | Tiempo          |
| 1.º | Olav Kooij      | Jumbo-Visma                             | 4 h 31 min 08 s |
| 2.º | Max Walscheid   | Cofidis                                 | + 4 s           |
| 3.º | Paul Penhoët    | Groupama-FDJ                            | + 6 s           |
| 4.º | Alex Colman     | Team Flanders-Baloise                   | + 7 s           |
| 5.º | Samuel Leroux   | Van Rysel-Roubaix Lille Métropole       | + 7 s           |
| 6.º | Mathis Le Berre | Arkéa-Samsic                            | + 7 s           |
| 7.º | Anthony Turgis  | TotalEnergies                           | + 7 s           |
| 8.º | Peter Sagan     | TotalEnergies                           | + 8 s           |
| 9.º | Mark Stewart    | Bolton Equities Black Spoke Pro Cycling | + 8 s           |
| 10.º | Jannik Steimle  | Soudal Quick-Step                       | + 9 s           |

### 2.ª etapa
| Compiègne - Laon | etapa llana | (169,9 km) |

| \| Clasificación de la etapa \| Clasificación de la etapa \| Clasificación de la etapa \| Clasificación de la etapa \| Clasificación de la etapa \| \| Ciclista \| Ciclista \| Equipo \| Tiempo \| \| \| ------------------------- \| ------------------------- \| ------------------------- \| ------------------------- \| ------------------------- \| \| 1.º \| Romain Grégoire \| Groupama-FDJ \| 3 h 59 min 05 s \| \| \| 2.º \| Ethan Vernon \| Soudal Quick-Step \| + 0 s \| \| \| 3.º \| Benoît Cosnefroy \| AG2R Citroën Team \| + 0 s \| \| \| 4.º \| Peter Sagan \| TotalEnergies \| + 0 s \| \| \| 5.º \| Victor Lafay \| Cofidis \| + 0 s \| \| \| 6.º \| Benjamin Thomas \| Cofidis \| + 0 s \| \| \| 7.º \| Anthon Charmig \| Uno-X Pro Cycling Team \| + 0 s \| \| \| 8.º \| Paul Penhoët \| Groupama-FDJ \| + 0 s \| \| \| 9.º \| Greg Van Avermaet \| AG2R Citroën Team \| + 0 s \| \| \| 10.º \| Olav Kooij \| Jumbo-Visma \| + 0 s \| \| |                   |                        |                 |
| |                   |                        |                 |
| Fuente: ProCyclingStats |                   |                        |                 |
| Clasificación de la etapa |                   |                        |                 |
| Ciclista | Ciclista          | Equipo                 | Tiempo          |
| 1.º | Romain Grégoire   | Groupama-FDJ           | 3 h 59 min 05 s |
| 2.º | Ethan Vernon      | Soudal Quick-Step      | + 0 s           |
| 3.º | Benoît Cosnefroy  | AG2R Citroën Team      | + 0 s           |
| 4.º | Peter Sagan       | TotalEnergies          | + 0 s           |
| 5.º | Victor Lafay      | Cofidis                | + 0 s           |
| 6.º | Benjamin Thomas   | Cofidis                | + 0 s           |
| 7.º | Anthon Charmig    | Uno-X Pro Cycling Team | + 0 s           |
| 8.º | Paul Penhoët      | Groupama-FDJ           | + 0 s           |
| 9.º | Greg Van Avermaet | AG2R Citroën Team      | + 0 s           |
| 10.º | Olav Kooij        | Jumbo-Visma            | + 0 s           |

| \| Clasificación general \| Clasificación general \| Clasificación general \| Clasificación general \| Clasificación general \| \| Ciclista \| Ciclista \| Equipo \| Tiempo \| \| \| --------------------- \| --------------------- \| --------------------------------------- \| --------------------- \| --------------------- \| \| 1.º \| Samuel Leroux \| Van Rysel-Roubaix Lille Métropole \| 8 h 30 min 32 s \| \| \| 2.º \| Olav Kooij \| Jumbo-Visma \| + 1 s \| \| \| 3.º \| Romain Grégoire \| Groupama-FDJ \| + 1 s \| \| \| 4.º \| Ethan Vernon \| Soudal Quick-Step \| + 5 s \| \| \| 5.º \| Pier-André Côté \| Human Powered Health \| + 5 s \| \| \| 6.º \| Paul Penhoët \| Groupama-FDJ \| + 7 s \| \| \| 7.º \| Benoît Cosnefroy \| AG2R Citroën Team \| + 7 s \| \| \| 8.º \| Logan Currie \| Bolton Equities Black Spoke Pro Cycling \| + 7 s \| \| \| 9.º \| Mathis Le Berre \| Arkéa-Samsic \| + 8 s \| \| \| 10.º \| Peter Sagan \| TotalEnergies \| + 9 s \| \| |                  |                                         |                 |
| |                  |                                         |                 |
| Fuente: ProCyclingStats |                  |                                         |                 |
| Clasificación general |                  |                                         |                 |
| Ciclista | Ciclista         | Equipo                                  | Tiempo          |
| 1.º | Samuel Leroux    | Van Rysel-Roubaix Lille Métropole       | 8 h 30 min 32 s |
| 2.º | Olav Kooij       | Jumbo-Visma                             | + 1 s           |
| 3.º | Romain Grégoire  | Groupama-FDJ                            | + 1 s           |
| 4.º | Ethan Vernon     | Soudal Quick-Step                       | + 5 s           |
| 5.º | Pier-André Côté  | Human Powered Health                    | + 5 s           |
| 6.º | Paul Penhoët     | Groupama-FDJ                            | + 7 s           |
| 7.º | Benoît Cosnefroy | AG2R Citroën Team                       | + 7 s           |
| 8.º | Logan Currie     | Bolton Equities Black Spoke Pro Cycling | + 7 s           |
| 9.º | Mathis Le Berre  | Arkéa-Samsic                            | + 8 s           |
| 10.º | Peter Sagan      | TotalEnergies                           | + 9 s           |

### 3.ª etapa
| San Quintín - San Quintín | contrarreloj individual | (15,9 km) |

| \| Clasificación de la etapa \| Clasificación de la etapa \| Clasificación de la etapa \| Clasificación de la etapa \| Clasificación de la etapa \| \| Ciclista \| Ciclista \| Equipo \| Tiempo \| \| \| ------------------------- \| ------------------------- \| ------------------------- \| ------------------------- \| ------------------------- \| \| 1.º \| Benjamin Thomas \| Cofidis \| 19 min 21 s \| \| \| 2.º \| Niklas Larsen \| Uno-X Pro Cycling Team \| + 9 s \| \| \| 3.º \| Kasper Asgreen \| Soudal Quick-Step \| + 14 s \| \| \| 4.º \| Ethan Vernon \| Soudal Quick-Step \| + 26 s \| \| \| 5.º \| Cees Bol \| Astana Qazaqstan Team \| + 26 s \| \| \| 6.º \| Lasse Norman Leth \| Uno-X Pro Cycling Team \| + 26 s \| \| \| 7.º \| Samuel Watson \| Groupama-FDJ \| + 29 s \| \| \| 8.º \| Mick van Dijke \| Jumbo-Visma \| + 30 s \| \| \| 9.º \| Brent Van Moer \| Lotto Dstny \| + 30 s \| \| \| 10.º \| Romain Grégoire \| Groupama-FDJ \| + 31 s \| \| |                   |                        |             |
| |                   |                        |             |
| Fuente: ProCyclingStats |                   |                        |             |
| Clasificación de la etapa |                   |                        |             |
| Ciclista | Ciclista          | Equipo                 | Tiempo      |
| 1.º | Benjamin Thomas   | Cofidis                | 19 min 21 s |
| 2.º | Niklas Larsen     | Uno-X Pro Cycling Team | + 9 s       |
| 3.º | Kasper Asgreen    | Soudal Quick-Step      | + 14 s      |
| 4.º | Ethan Vernon      | Soudal Quick-Step      | + 26 s      |
| 5.º | Cees Bol          | Astana Qazaqstan Team  | + 26 s      |
| 6.º | Lasse Norman Leth | Uno-X Pro Cycling Team | + 26 s      |
| 7.º | Samuel Watson     | Groupama-FDJ           | + 29 s      |
| 8.º | Mick van Dijke    | Jumbo-Visma            | + 30 s      |
| 9.º | Brent Van Moer    | Lotto Dstny            | + 30 s      |
| 10.º | Romain Grégoire   | Groupama-FDJ           | + 31 s      |

| \| Clasificación general \| Clasificación general \| Clasificación general \| Clasificación general \| Clasificación general \| \| Ciclista \| Ciclista \| Equipo \| Tiempo \| \| \| --------------------- \| --------------------- \| ---------------------- \| --------------------- \| --------------------- \| \| 1.º \| Benjamin Thomas \| Cofidis \| 8 h 50 min 04 s \| \| \| 2.º \| Kasper Asgreen \| Soudal Quick-Step \| + 14 s \| \| \| 3.º \| Ethan Vernon \| Soudal Quick-Step \| + 20 s \| \| \| 4.º \| Romain Grégoire \| Groupama-FDJ \| + 21 s \| \| \| 5.º \| Cees Bol \| Astana Qazaqstan Team \| + 26 s \| \| \| 6.º \| Lasse Norman Leth \| Uno-X Pro Cycling Team \| + 26 s \| \| \| 7.º \| Samuel Watson \| Groupama-FDJ \| + 29 s \| \| \| 8.º \| Brent Van Moer \| Lotto Dstny \| + 30 s \| \| \| 9.º \| Olav Kooij \| Jumbo-Visma \| + 31 s \| \| \| 10.º \| Peter Sagan \| TotalEnergies \| + 32 s \| \| |                   |                        |                 |
| |                   |                        |                 |
| Fuente: ProCyclingStats |                   |                        |                 |
| Clasificación general |                   |                        |                 |
| Ciclista | Ciclista          | Equipo                 | Tiempo          |
| 1.º | Benjamin Thomas   | Cofidis                | 8 h 50 min 04 s |
| 2.º | Kasper Asgreen    | Soudal Quick-Step      | + 14 s          |
| 3.º | Ethan Vernon      | Soudal Quick-Step      | + 20 s          |
| 4.º | Romain Grégoire   | Groupama-FDJ           | + 21 s          |
| 5.º | Cees Bol          | Astana Qazaqstan Team  | + 26 s          |
| 6.º | Lasse Norman Leth | Uno-X Pro Cycling Team | + 26 s          |
| 7.º | Samuel Watson     | Groupama-FDJ           | + 29 s          |
| 8.º | Brent Van Moer    | Lotto Dstny            | + 30 s          |
| 9.º | Olav Kooij        | Jumbo-Visma            | + 31 s          |
| 10.º | Peter Sagan       | TotalEnergies          | + 32 s          |

### 4.ª etapa
| Maubeuge - Achicourt | etapa llana | (173,8 km) |

| \| Clasificación de la etapa \| Clasificación de la etapa \| Clasificación de la etapa \| Clasificación de la etapa \| Clasificación de la etapa \| \| Ciclista \| Ciclista \| Equipo \| Tiempo \| \| \| ------------------------- \| ------------------------- \| ------------------------- \| ------------------------- \| ------------------------- \| \| 1.º \| Olav Kooij \| Jumbo-Visma \| 3 h 44 min 42 s \| \| \| 2.º \| Gerben Thijssen \| Intermarché-Circus-Wanty \| + 0 s \| \| \| 3.º \| Milan Fretin \| Team Flanders-Baloise \| + 0 s \| \| \| 4.º \| Erlend Blikra \| Uno-X Pro Cycling Team \| + 0 s \| \| \| 5.º \| Paul Penhoët \| Groupama-FDJ \| + 0 s \| \| \| 6.º \| Peter Sagan \| TotalEnergies \| + 0 s \| \| \| 7.º \| Lorrenzo Manzin \| TotalEnergies \| + 0 s \| \| \| 8.º \| Tim Merlier \| Soudal Quick-Step \| + 0 s \| \| \| 9.º \| Rüdiger Selig \| Lotto Dstny \| + 0 s \| \| \| 10.º \| Alexis Renard \| Cofidis \| + 0 s \| \| |                 |                          |                 |
| |                 |                          |                 |
| Fuente: ProCyclingStats |                 |                          |                 |
| Clasificación de la etapa |                 |                          |                 |
| Ciclista | Ciclista        | Equipo                   | Tiempo          |
| 1.º | Olav Kooij      | Jumbo-Visma              | 3 h 44 min 42 s |
| 2.º | Gerben Thijssen | Intermarché-Circus-Wanty | + 0 s           |
| 3.º | Milan Fretin    | Team Flanders-Baloise    | + 0 s           |
| 4.º | Erlend Blikra   | Uno-X Pro Cycling Team   | + 0 s           |
| 5.º | Paul Penhoët    | Groupama-FDJ             | + 0 s           |
| 6.º | Peter Sagan     | TotalEnergies            | + 0 s           |
| 7.º | Lorrenzo Manzin | TotalEnergies            | + 0 s           |
| 8.º | Tim Merlier     | Soudal Quick-Step        | + 0 s           |
| 9.º | Rüdiger Selig   | Lotto Dstny              | + 0 s           |
| 10.º | Alexis Renard   | Cofidis                  | + 0 s           |

| \| Clasificación general \| Clasificación general \| Clasificación general \| Clasificación general \| Clasificación general \| \| Ciclista \| Ciclista \| Equipo \| Tiempo \| \| \| --------------------- \| --------------------- \| --------------------------------------- \| --------------------- \| --------------------- \| \| 1.º \| Kasper Asgreen \| Soudal Quick-Step \| 12 h 35 min 00 s \| \| \| 2.º \| Ethan Vernon \| Soudal Quick-Step \| + 6 s \| \| \| 3.º \| Olav Kooij \| Jumbo-Visma \| + 7 s \| \| \| 4.º \| Romain Grégoire \| Groupama-FDJ \| + 7 s \| \| \| 5.º \| Cees Bol \| Astana Qazaqstan Team \| + 12 s \| \| \| 6.º \| Samuel Watson \| Groupama-FDJ \| + 15 s \| \| \| 7.º \| Brent Van Moer \| Lotto Dstny \| + 16 s \| \| \| 8.º \| Peter Sagan \| TotalEnergies \| + 18 s \| \| \| 9.º \| Logan Currie \| Bolton Equities Black Spoke Pro Cycling \| + 19 s \| \| \| 10.º \| Cedric Beullens \| Lotto Dstny \| + 26 s \| \| |                 |                                         |                  |
| |                 |                                         |                  |
| Fuente: ProCyclingStats |                 |                                         |                  |
| Clasificación general |                 |                                         |                  |
| Ciclista | Ciclista        | Equipo                                  | Tiempo           |
| 1.º | Kasper Asgreen  | Soudal Quick-Step                       | 12 h 35 min 00 s |
| 2.º | Ethan Vernon    | Soudal Quick-Step                       | + 6 s            |
| 3.º | Olav Kooij      | Jumbo-Visma                             | + 7 s            |
| 4.º | Romain Grégoire | Groupama-FDJ                            | + 7 s            |
| 5.º | Cees Bol        | Astana Qazaqstan Team                   | + 12 s           |
| 6.º | Samuel Watson   | Groupama-FDJ                            | + 15 s           |
| 7.º | Brent Van Moer  | Lotto Dstny                             | + 16 s           |
| 8.º | Peter Sagan     | TotalEnergies                           | + 18 s           |
| 9.º | Logan Currie    | Bolton Equities Black Spoke Pro Cycling | + 19 s           |
| 10.º | Cedric Beullens | Lotto Dstny                             | + 26 s           |

### 5.ª etapa
| Roubaix - Cassel | etapa llana | (187,7 km) |

| \| Clasificación de la etapa \| Clasificación de la etapa \| Clasificación de la etapa \| Clasificación de la etapa \| Clasificación de la etapa \| \| Ciclista \| Ciclista \| Equipo \| Tiempo \| \| \| ------------------------- \| ------------------------- \| ------------------------- \| ------------------------- \| ------------------------- \| \| 1.º \| Per Strand Hagenes \| Jumbo-Visma \| 4 h 42 min 29 s \| \| \| 2.º \| Romain Grégoire \| Groupama-FDJ \| + 0 s \| \| \| 3.º \| Alexis Renard \| Cofidis \| + 5 s \| \| \| 4.º \| Brent Van Moer \| Lotto Dstny \| + 5 s \| \| \| 5.º \| Greg Van Avermaet \| AG2R Citroën Team \| + 5 s \| \| \| 6.º \| Benjamin Thomas \| Cofidis \| + 8 s \| \| \| 7.º \| Cees Bol \| Astana Qazaqstan Team \| + 8 s \| \| \| 8.º \| Olav Kooij \| Jumbo-Visma \| + 11 s \| \| \| 9.º \| Cedric Beullens \| Lotto Dstny \| + 14 s \| \| \| 10.º \| Laurent Pichon \| Arkéa-Samsic \| + 14 s \| \| |                    |                       |                 |
| |                    |                       |                 |
| Fuente: ProCyclingStats |                    |                       |                 |
| Clasificación de la etapa |                    |                       |                 |
| Ciclista | Ciclista           | Equipo                | Tiempo          |
| 1.º | Per Strand Hagenes | Jumbo-Visma           | 4 h 42 min 29 s |
| 2.º | Romain Grégoire    | Groupama-FDJ          | + 0 s           |
| 3.º | Alexis Renard      | Cofidis               | + 5 s           |
| 4.º | Brent Van Moer     | Lotto Dstny           | + 5 s           |
| 5.º | Greg Van Avermaet  | AG2R Citroën Team     | + 5 s           |
| 6.º | Benjamin Thomas    | Cofidis               | + 8 s           |
| 7.º | Cees Bol           | Astana Qazaqstan Team | + 8 s           |
| 8.º | Olav Kooij         | Jumbo-Visma           | + 11 s          |
| 9.º | Cedric Beullens    | Lotto Dstny           | + 14 s          |
| 10.º | Laurent Pichon     | Arkéa-Samsic          | + 14 s          |

| \| Clasificación general \| Clasificación general \| Clasificación general \| Clasificación general \| Clasificación general \| \| Ciclista \| Ciclista \| Equipo \| Tiempo \| \| \| --------------------- \| --------------------- \| --------------------- \| --------------------- \| --------------------- \| \| 1.º \| Romain Grégoire \| Groupama-FDJ \| 17 h 17 min 30 s \| \| \| 2.º \| Kasper Asgreen \| Soudal Quick-Step \| + 13 s \| \| \| 3.º \| Olav Kooij \| Jumbo-Visma \| + 17 s \| \| \| 4.º \| Cees Bol \| Astana Qazaqstan Team \| + 19 s \| \| \| 5.º \| Brent Van Moer \| Lotto Dstny \| + 20 s \| \| \| 6.º \| Ethan Vernon \| Soudal Quick-Step \| + 24 s \| \| \| 7.º \| Alexis Renard \| Cofidis \| + 27 s \| \| \| 8.º \| Per Strand Hagenes \| Jumbo-Visma \| + 28 s \| \| \| 9.º \| Peter Sagan \| TotalEnergies \| + 36 s \| \| \| 10.º \| Samuel Watson \| Groupama-FDJ \| + 39 s \| \| |                    |                       |                  |
| |                    |                       |                  |
| Fuente: ProCyclingStats |                    |                       |                  |
| Clasificación general |                    |                       |                  |
| Ciclista | Ciclista           | Equipo                | Tiempo           |
| 1.º | Romain Grégoire    | Groupama-FDJ          | 17 h 17 min 30 s |
| 2.º | Kasper Asgreen     | Soudal Quick-Step     | + 13 s           |
| 3.º | Olav Kooij         | Jumbo-Visma           | + 17 s           |
| 4.º | Cees Bol           | Astana Qazaqstan Team | + 19 s           |
| 5.º | Brent Van Moer     | Lotto Dstny           | + 20 s           |
| 6.º | Ethan Vernon       | Soudal Quick-Step     | + 24 s           |
| 7.º | Alexis Renard      | Cofidis               | + 27 s           |
| 8.º | Per Strand Hagenes | Jumbo-Visma           | + 28 s           |
| 9.º | Peter Sagan        | TotalEnergies         | + 36 s           |
| 10.º | Samuel Watson      | Groupama-FDJ          | + 39 s           |

### 6.ª etapa
| Avion - Dunkerque | etapa llana | (182,6 km) |

| \| Clasificación de la etapa \| Clasificación de la etapa \| Clasificación de la etapa \| Clasificación de la etapa \| Clasificación de la etapa \| \| Ciclista \| Ciclista \| Equipo \| Tiempo \| \| \| ------------------------- \| ------------------------- \| ------------------------- \| ------------------------- \| ------------------------- \| \| 1.º \| Tim Merlier \| Soudal Quick-Step \| 3 h 56 min 38 s \| \| \| 2.º \| Erlend Blikra \| Uno-X Pro Cycling Team \| + 0 s \| \| \| 3.º \| Cees Bol \| Astana Qazaqstan Team \| + 0 s \| \| \| 4.º \| Olav Kooij \| Jumbo-Visma \| + 0 s \| \| \| 5.º \| Max Walscheid \| Cofidis \| + 0 s \| \| \| 6.º \| Rüdiger Selig \| Lotto Dstny \| + 0 s \| \| \| 7.º \| Milan Fretin \| Team Flanders-Baloise \| + 0 s \| \| \| 8.º \| Paul Penhoët \| Groupama-FDJ \| + 0 s \| \| \| 9.º \| Hugo Hofstetter \| Arkéa-Samsic \| + 0 s \| \| \| 10.º \| Matteo Malucelli \| Bingoal WB \| + 0 s \| \| |                  |                        |                 |
| |                  |                        |                 |
| Fuente: ProCyclingStats |                  |                        |                 |
| Clasificación de la etapa |                  |                        |                 |
| Ciclista | Ciclista         | Equipo                 | Tiempo          |
| 1.º | Tim Merlier      | Soudal Quick-Step      | 3 h 56 min 38 s |
| 2.º | Erlend Blikra    | Uno-X Pro Cycling Team | + 0 s           |
| 3.º | Cees Bol         | Astana Qazaqstan Team  | + 0 s           |
| 4.º | Olav Kooij       | Jumbo-Visma            | + 0 s           |
| 5.º | Max Walscheid    | Cofidis                | + 0 s           |
| 6.º | Rüdiger Selig    | Lotto Dstny            | + 0 s           |
| 7.º | Milan Fretin     | Team Flanders-Baloise  | + 0 s           |
| 8.º | Paul Penhoët     | Groupama-FDJ           | + 0 s           |
| 9.º | Hugo Hofstetter  | Arkéa-Samsic           | + 0 s           |
| 10.º | Matteo Malucelli | Bingoal WB             | + 0 s           |

## Clasificaciones finales
- Las clasificaciones finalizaron de la siguiente forma:[5]

### Clasificación general
| \| Clasificación general \| Clasificación general \| Clasificación general \| Clasificación general \| Clasificación general \| \| Ciclista \| Ciclista \| Equipo \| Tiempo \| \| \| --------------------- \| --------------------- \| --------------------- \| --------------------- \| --------------------- \| \| 1.º \| Romain Grégoire \| Groupama-FDJ \| 21 h 14 min 08 s \| \| \| 2.º \| Kasper Asgreen \| Soudal Quick-Step \| + 13 s \| \| \| 3.º \| Cees Bol \| Astana Qazaqstan Team \| + 15 s \| \| \| 4.º \| Olav Kooij \| Jumbo-Visma \| + 17 s \| \| \| 5.º \| Brent Van Moer \| Lotto Dstny \| + 20 s \| \| \| 6.º \| Ethan Vernon \| Soudal Quick-Step \| + 24 s \| \| \| 7.º \| Alexis Renard \| Cofidis \| + 27 s \| \| \| 8.º \| Peter Sagan \| TotalEnergies \| + 36 s \| \| \| 9.º \| Per Strand Hagenes \| Jumbo-Visma \| + 36 s \| \| \| 10.º \| Samuel Watson \| Groupama-FDJ \| + 39 s \| \| |                    |                       |                  |
| |                    |                       |                  |
| Fuente: ProCyclingStats |                    |                       |                  |
| Clasificación general |                    |                       |                  |
| Ciclista | Ciclista           | Equipo                | Tiempo           |
| 1.º | Romain Grégoire    | Groupama-FDJ          | 21 h 14 min 08 s |
| 2.º | Kasper Asgreen     | Soudal Quick-Step     | + 13 s           |
| 3.º | Cees Bol           | Astana Qazaqstan Team | + 15 s           |
| 4.º | Olav Kooij         | Jumbo-Visma           | + 17 s           |
| 5.º | Brent Van Moer     | Lotto Dstny           | + 20 s           |
| 6.º | Ethan Vernon       | Soudal Quick-Step     | + 24 s           |
| 7.º | Alexis Renard      | Cofidis               | + 27 s           |
| 8.º | Peter Sagan        | TotalEnergies         | + 36 s           |
| 9.º | Per Strand Hagenes | Jumbo-Visma           | + 36 s           |
| 10.º | Samuel Watson      | Groupama-FDJ          | + 39 s           |

### Clasificación de la montaña
| Clasificación de la montaña | Clasificación de la montaña | Clasificación de la montaña             | Clasificación de la montaña | Clasificación de la montaña |
| Ciclista                    | Ciclista                    | Equipo                                  | Puntos                      |                             |
| --------------------------- | --------------------------- | --------------------------------------- | --------------------------- | --------------------------- |
| 1.º                         | Alex Colman                 | Team Flanders-Baloise                   | 39 pts                      |                             |
| 2.º                         | Kenny Molly                 | Van Rysel-Roubaix Lille Métropole       | 23 pts                      |                             |
| 3.º                         | Tuur Dens                   | Team Flanders-Baloise                   | 15 pts                      |                             |
| 4.º                         | Ceriel Desal                | Bingoal WB                              | 13 pts                      |                             |
| 5.º                         | Mathis Le Berre             | Arkéa-Samsic                            | 7 pts                       |                             |
| 6.º                         | Pier-André Côté             | Human Powered Health                    | 4 pts                       |                             |
| 7.º                         | Rait Ärm                    | Van Rysel-Roubaix Lille Métropole       | 4 pts                       |                             |
| 8.º                         | Geoffrey Soupe              | TotalEnergies                           | 3 pts                       |                             |
| 9.º                         | Kasper Asgreen              | Soudal Quick-Step                       | 2 pts                       |                             |
| 10.º                        | Logan Currie                | Bolton Equities Black Spoke Pro Cycling | 2 pts                       |                             |

### Clasificación por puntos
| Clasificación por puntos | Clasificación por puntos | Clasificación por puntos          | Clasificación por puntos | Clasificación por puntos |
| Ciclista                 | Ciclista                 | Equipo                            | Puntos                   |                          |
| ------------------------ | ------------------------ | --------------------------------- | ------------------------ | ------------------------ |
| 1.º                      | Olav Kooij               | Jumbo-Visma                       | 41 pts                   |                          |
| 2.º                      | Romain Grégoire          | Groupama-FDJ                      | 28 pts                   |                          |
| 3.º                      | Benjamin Thomas          | Cofidis                           | 25 pts                   |                          |
| 4.º                      | Tim Merlier              | Soudal Quick-Step                 | 25 pts                   |                          |
| 5.º                      | Erlend Blikra            | Uno-X Pro Cycling Team            | 22 pts                   |                          |
| 6.º                      | Paul Penhoët             | Groupama-FDJ                      | 21 pts                   |                          |
| 7.º                      | Cees Bol                 | Astana Qazaqstan Team             | 19 pts                   |                          |
| 8.º                      | Ethan Vernon             | Soudal Quick-Step                 | 19 pts                   |                          |
| 9.º                      | Max Walscheid            | Cofidis                           | 18 pts                   |                          |
| 10.º                     | Samuel Leroux            | Van Rysel-Roubaix Lille Métropole | 17 pts                   |                          |

### Clasificación de los jóvenes
| Clasificación del mejor joven | Clasificación del mejor joven | Clasificación del mejor joven           | Clasificación del mejor joven | Clasificación del mejor joven |
| Ciclista                      | Ciclista                      | Equipo                                  | Tiempo                        |                               |
| ----------------------------- | ----------------------------- | --------------------------------------- | ----------------------------- | ----------------------------- |
| 1.º                           | Romain Grégoire               | Groupama-FDJ                            | + 21 h 14 min 08 s            |                               |
| 2.º                           | Olav Kooij                    | Jumbo-Visma                             | + 17 s                        |                               |
| 3.º                           | Ethan Vernon                  | Soudal Quick-Step                       | + 24 s                        |                               |
| 4.º                           | Alexis Renard                 | Cofidis                                 | + 27 s                        |                               |
| 5.º                           | Per Strand Hagenes            | Jumbo-Visma                             | + 36 s                        |                               |
| 6.º                           | Samuel Watson                 | Groupama-FDJ                            | + 39 s                        |                               |
| 7.º                           | Logan Currie                  | Bolton Equities Black Spoke Pro Cycling | + 41 s                        |                               |
| 8.º                           | Paul Penhoët                  | Groupama-FDJ                            | + 1 min 52 s                  |                               |
| 9.º                           | Luca Van Boven                | Bingoal WB                              | + 2 min 07 s                  |                               |
| 10.º                          | Antoine Raugel                | AG2R Citroën Team                       | + 2 min 38 s                  |                               |

### Clasificación por equipos
| Clasificación por equipos | Clasificación por equipos | Clasificación por equipos | Clasificación por equipos |
| Equipo                    | Equipo                    | Tiempo                    |                           |
| ------------------------- | ------------------------- | ------------------------- | ------------------------- |
| 1.º                       | Jumbo-Visma               | 63 h 44 min 41 s          |                           |
| 2.º                       | Lotto Dstny               | + 0 s                     |                           |
| 3.º                       | Soudal Quick-Step         | + 1 s                     |                           |
| 4.º                       | Groupama-FDJ              | + 25 s                    |                           |
| 5.º                       | AG2R Citroën Team         | + 1 min 14 s              |                           |
| 6.º                       | Arkéa-Samsic              | + 3 min 39 s              |                           |
| 7.º                       | TotalEnergies             | + 3 min 50 s              |                           |
| 8.º                       | Intermarché-Circus-Wanty  | + 8 min 12 s              |                           |
| 9.º                       | Cofidis                   | + 9 min 52 s              |                           |
| 10.º                      | Uno-X Pro Cycling Team    | + 10 min 00 s             |                           |

## Evolución de las clasificaciones
| Etapa                   |                         | Ganador _          | Clasificación general | Puntos          | Montaña     | Jóvenes         | Equipo            |
| ----------------------- | ----------------------- | ------------------ | --------------------- | --------------- | ----------- | --------------- | ----------------- |
| 1.ª etapa               | etapa llana             | Olav Kooij         | Olav Kooij            | Olav Kooij      | Alex Colman | Olav Kooij      | Groupama-FDJ      |
| 2.ª etapa               | etapa llana             | Romain Grégoire    | Samuel Leroux         | Olav Kooij      | Tuur Dens   | Olav Kooij      | Groupama-FDJ      |
| 3.ª etapa               | contrarreloj individual | Benjamin Thomas    | Benjamin Thomas       | Benjamin Thomas | Tuur Dens   | Ethan Vernon    | Soudal Quick-Step |
| 4.ª etapa               | etapa llana             | Olav Kooij         | Kasper Asgreen        | Olav Kooij      | Alex Colman | Ethan Vernon    | Soudal Quick-Step |
| 5.ª etapa               | etapa llana             | Per Strand Hagenes | Romain Grégoire       | Olav Kooij      | Alex Colman | Romain Grégoire | Jumbo-Visma       |
| 6.ª etapa               | etapa llana             | Tim Merlier        | Romain Grégoire       | Olav Kooij      | Alex Colman | Romain Grégoire | Jumbo-Visma       |
| Clasificaciones finales | Clasificaciones finales |                    | Romain Grégoire       | Olav Kooij      | Alex Colman | Romain Grégoire | Jumbo-Visma       |

## UCI World Ranking
Los Cuatro Días de Dunkerque otorgó puntos para el UCI World Ranking para corredores de los equipos en las categorías UCI WorldTeam, UCI ProTeam y Continental. Las siguientes tablas son el baremo de puntuación y los diez corredores que obtuvieron más puntos:
| Posición              | 1.º | 2.º | 3.º | 4.º | 5.º | 6.º | 7.º | 8.º | 9.º | 10.º | 11.º | 12.º | 13.º | 14.º | 15.º | 16.º-30.º | 31.º-40.º |
| Clasificación general | 200 | 150 | 125 | 100 | 85  | 70  | 60  | 50  | 40  | 35   | 30   | 25   | 20   | 15   | 10   | 5         | 3         |
| Por etapa             | 20  | 15  | 10  | 5   | 3   |     |     |     |     |      |      |      |      |      |      |           |           |
| Líder                 | 5   |     |     |     |     |     |     |     |     |      |      |      |      |      |      |           |           |

| Clasificación |                    |                   |         |       |       |       |
| Posición      | Ciclista           | Equipo            | General | Etapa | Líder | Total |
| ------------- | ------------------ | ----------------- | ------- | ----- | ----- | ----- |
| 1.º           | Romain Grégoire    | Groupama-FDJ      | 200     | 35    | 5     | 240   |
| 2.º           | Kasper Asgreen     | Soudal Quick-Step | 150     | 10    | 5     | 165   |
| 3.º           | Olav Kooij         | Jumbo-Visma       | 100     | 45    | 5     | 150   |
| 4.º           | Cees Bol           | Astana Qazaqstan  | 125     | 13    | -     | 138   |
| 5.º           | Brent Van Moer     | Lotto Dstny       | 85      | 5     | -     | 90    |
| 6.º           | Ethan Vernon       | Soudal Quick-Step | 70      | 20    | -     | 90    |
| 7.º           | Alexis Renard      | Cofidis           | 60      | 10    | -     | 70    |
| 8.º           | Per Strand Hagenes | Jumbo-Visma       | 40      | 20    | -     | 60    |
| 9.º           | Peter Sagan        | TotalEnergies     | 50      | 5     | -     | 55    |
| 10.º          | Samuel Watson      | Groupama-FDJ      | 35      | -     | -     | 35    |